# Karabany (obwód miński)
Karabany (biał. Карабаны; ros. Карабаны) − wieś na Białorusi, w obwodzie mińskim, w rejonie miadzielskim, w sielsowiecie Zanarocz.

## Historia
W czasach zaborów wieś w gminie Zanarocz, w powiecie święciańskim, w guberni wileńskiej Imperium Rosyjskiego. W 1905 roku liczyła 155 mieszkańców, 198 dziesięcin.
Po I wojnie światowej pod administracją polską, w Zarządzie Cywilnym Ziem Wschodnich. W latach 1920–1922 w składzie Litwy Środkowej.
Od 11 kwietnia 1922 wieś leżała w Polsce, w województwie wileńskim, w powiecie święciańskim, od 1926 roku w powiecie postawskim, w gminie Szementowszczyzna a następnie w gminie Kobylnik.
W 1931 wieś w 35 domach zamieszkiwały 174 osoby.
Wierni należeli do parafii rzymskokatolickiej w Szementowszczyźnie i prawosławnej w Spihale. Miejscowość podlegała pod Sąd Grodzki w Miadziole i Okręgowy w Wilnie; właściwy urząd pocztowy mieścił się w Szementowszczyźnie.
W 1938 roku miejscowość należała do gromady Prońki gminy Kobylnik.
Do 1945 w Polsce. Od 1946 roku w granicach Związku Sowieckiego. Od 1991 w niepodległej Białorusi.
Urodził się tu Zianon Łomać.